# おミュータンツ (お笑いコンビ)
おミュータンツは、吉本興業（東京本社）所属のお笑いコンビ。NSC東京校20期出身。

## メンバー
川嶋 おもち（かわしま おもち、1987年10月29日（37歳） - ）
性別は非公開。千葉県大網白里市出身。身長173 cm、体重123 kg。血液型はB型。
趣味は糖質制限、特技はクイズ。
ネタ発案担当。
NSC入学以前はADとして勤めていた。『ロンドンハーツ』では、テープ素材を雑に扱ったことで加地倫三プロデューサーから直々にクビを言い渡された。また、『森田一義アワー 笑っていいとも!』でもクビになっている。

宮戸 フィルム（みやと フィルム、1988年12月26日（36歳） - ）
神奈川県出身。身長175 cm、体重80 kg。血液型はB型。
趣味はsupreme、映画鑑賞、絵を描くこと。特技はsupremeの店員モノマネ、イラスト。
ネタ案育成担当。
NSCに入る前はデザイン会社に勤務していたが、社長の愛人を入社させるため会社からリストラされた。

## 来歴
NSC東京校20期出身の同期によるコンビ。川嶋はロングヘアに女性ものの衣装を着用しているが、性別は非公開としている。
2022年8月21日、幕張メッセで行われたぐるぐるナインティナインの企画であるおもしろ荘LIVE STAND SPで優勝を果たす。

## 賞レースでの戦績

### キングオブコント
| 年度   | 結果         | 備考 |
| ------ | ------------ | ---- |
| 2019年 | 2回戦進出    |      |
| 2020年 | 準々決勝進出 |      |
| 2021年 | 1回戦敗退    |      |
| 2022年 | 準々決勝進出 |      |

### M-1グランプリ
| 年度   | 結果      | エントリー No. | 会場                        | 日程     | 備考 |
| ------ | --------- | -------------- | --------------------------- | -------- | ---- |
| 2019年 | 1回戦敗退 | 1535           | シダックスカルチャーホールA | 9月17日  |      |
| 2021年 | 2回戦敗退 | 1773           | 雷5656会館ときわホール      | 10月15日 |      |
| 2022年 | 不出場    |                |                             |          |      |
| 2023年 | 3回戦敗退 | 7129           | KANDA SQUARE HALL           | 11月7日  |      |
| 2024年 | 2回戦敗退 | 2768           | 雷5656会館ときわホール      | 10月20日 |      |

### その他
- 2025年 マイナビLaughter Night 6月度月間チャンピオン[6]

## 出演

### テレビ
- ○○のクセがスゴいネタGP - 千鳥のクセがスゴいネタGPのスピンオフ番組（TVer特別企画）
- いろはに千鳥（テレビ埼玉、2025年5月13日・20日）

### ネットラジオ
- おミュータンツの「ヤッ！」 (stand.fm、毎週木曜日23:10から放送、2021年1月21日 - )